# Acarosporales
Ordre
Famille
Les Acarosporales sont un ordre monotypique de champignons lichénisés (lichens) dans la classe des Lecanoromycetes avec pour seule famille les Acarosporaceae (Acarosporacées). Tous les représentants de l'ordre sont lichénisés.

## Liste des genres
Selon Wijayawardene & al. (2022) :
- Acarospora A. Massal.
- Caeruleum Arcadia
- Glypholecia Nyl.
- Lithoglypha Brusse
- Myriospora Nägeli ex Uloth.
- Neoacrodontiella Crous & M.J. Wingf.
- Pleopsidium Körb.
- Polysporina Vèzda
- Sarcogyne Flot.
- Thelocarpella Nav.-Ros. & Cl. Roux
- Timdalia Hafellner